# Tachiadenus vohimavensis
Tachiadenus vohimavensis är en gentianaväxtart som beskrevs av Jean-Henri Humbert. Tachiadenus vohimavensis ingår i släktet Tachiadenus och familjen gentianaväxter. Inga underarter finns listade i Catalogue of Life.